# Gare des Yveteaux-Fromentel
La gare des Yveteaux-Fromentel est une ancienne gare ferroviaire française de la ligne d'Argentan à Granville, située sur le territoire de la commune des Yveteaux, à proximité du lieu-dit Fromentel, dans le département de l'Orne en région Normandie.

## Situation ferroviaire
Établie à 240 m d'altitude, la gare des Yveteaux - Fromentel est située au point kilométrique (PK) 21,476 de la ligne d'Argentan à Granville, entre les gares ouvertes d'Écouché et de Briouze.

## La gare aujourd'hui
Il ne reste aujourd'hui que le bâtiment voyageur, propriété privée où le nouveau propriétaire fait des travaux pour la remettre en valeur, et la base de la halle servant à un agriculteur.